# Хохла
Хохла або Хохлівка — річка в Україні, у Чернігівському районі Чернігівської області.  Права притока річки Білоус.

## Географія
Довжина 16 км